# Laufwasserkraftwerk Fankel
Das Laufwasserkraftwerk Fankel (auch Moselkraftwerk Fankel) ist das vierte in einer Kette von zwölf Laufwasserkraftwerken im deutschen Moselabschnitt. Es ist Bestandteil der Staustufe Fankel, die bei Gewässerkilometer 59,38 in Höhe der Ortslage Bruttig-Fankel an der Mittelmosel liegt. Das Kraftwerk befindet sich am linken Moselufer. Es wird von RWE als Grundlastkraftwerk betrieben und ist in der Lage, den Strombedarf von etwa 20.000 Haushalten zu decken. In unmittelbarer Nähe des Kraftwerks befindet sich auch die Zentralwarte, von der alle Moselkraftwerke überwacht werden.
Die Bauweise der Anlage in Fankel ist beispielhaft für alle deutschen Moselkraftwerke.

## Geschichte
In einem Staatsvertrag vereinbarten Deutschland, Frankreich und Luxemburg am 27. Oktober 1956, die Mosel zu einer Großschifffahrtsstraße auszubauen. Während der umfangreichen Baumaßnahmen in den Jahren 1958 bis 1964 entstand auch das Moselkraftwerk Fankel. Für Entwurf und Bauleitung waren die Siemens-Schuckertwerke mit Sitz in Erlangen verantwortlich, die Bauausführung übernahm die im Bau von Wasserkraftwerken erfahrene Siemens-Bauunion aus München. Im Jahr 2001 wurde das Kraftwerk generalüberholt.

## Technik
Das besondere Merkmal des Moselkraftwerks Fankel ist die flache Bauweise der Maschinenhalle, die sich zusammen mit der Staustufe harmonisch in das Landschaftsbild einfügt.
Um dieses Ziel zu erreichen, kam die bisherige Bauform mit waagerecht liegenden Kaplan-Turbinen, wie sie im Moselkraftwerk Koblenz realisiert wurde, nicht in Frage. Stattdessen wurde das Maschinenhaus für den Einbau von Rohrturbinen ausgelegt. Dadurch konnte auch die Breite des Einlaufbauwerks um etwa 30 Prozent reduziert werden.
Die vier Maschinensätze des Moselkraftwerks Fankel bestehen jeweils aus einer Rohrturbine mit nachgeschaltetem Planetengetriebe und einem Drehstrom-Synchrongenerator. Jeder Maschinensatz befindet sich in einem stromlinienförmigen Stahlgehäuse, das vom Wasser umspült wird und um 8° gegen die Horizontale geneigt auf einem Betonfundament ruht. Getriebe und Generator sind von der Maschinenhalle zugänglich. Für Montage- und Wartungsarbeiten ist in der Halle ein Portalkran eingebaut. Der erzeugte Strom wird über Maschinentransformatoren in das Stromnetz eingespeist. Der Betrieb des Kraftwerks ist vollautomatisch und wird von der nahegelegenen Zentralwarte an der Staustufe Fankel überwacht.

### Turbine
Die zweifach geregelten Rohrturbinen des Kraftwerks sind für einen Wasserdurchsatz von 100 m³/s ausgelegt. Sie werden über die hydraulisch verstellbaren Schaufeln des rotierenden Laufrades bzw. des feststehenden Leitapparates sowie über Windkessel geregelt. Das Laufrad mit vier Schaufeln hat einen Durchmesser von 4,72 Metern und läuft mit einer Drehzahl von 77/min. Der Leitapparat verfügt über 20 Schaufeln.

### Getriebe und Generator
Über ein Planetengetriebe der Bayerischen Hüttenwerke Sonthofen wird die Eingangsdrehzahl der Turbine auf die Generatordrehzahl von 750/min angehoben. Dadurch kann ein vergleichsweise kompakt bauender Generator verwendet werden. Der 8-polige Drehstrom-Synchrongenerator, der als Schenkelpolmaschine ausgeführt ist, entwickelt bei einer Nennspannung von 6,3 kV eine elektrische Leistung von 4775 kVA. Generatoren und Planetengetriebe sind luftgekühlt; ihre Abwärme reicht aus, um die Turbinenhalle zu heizen.

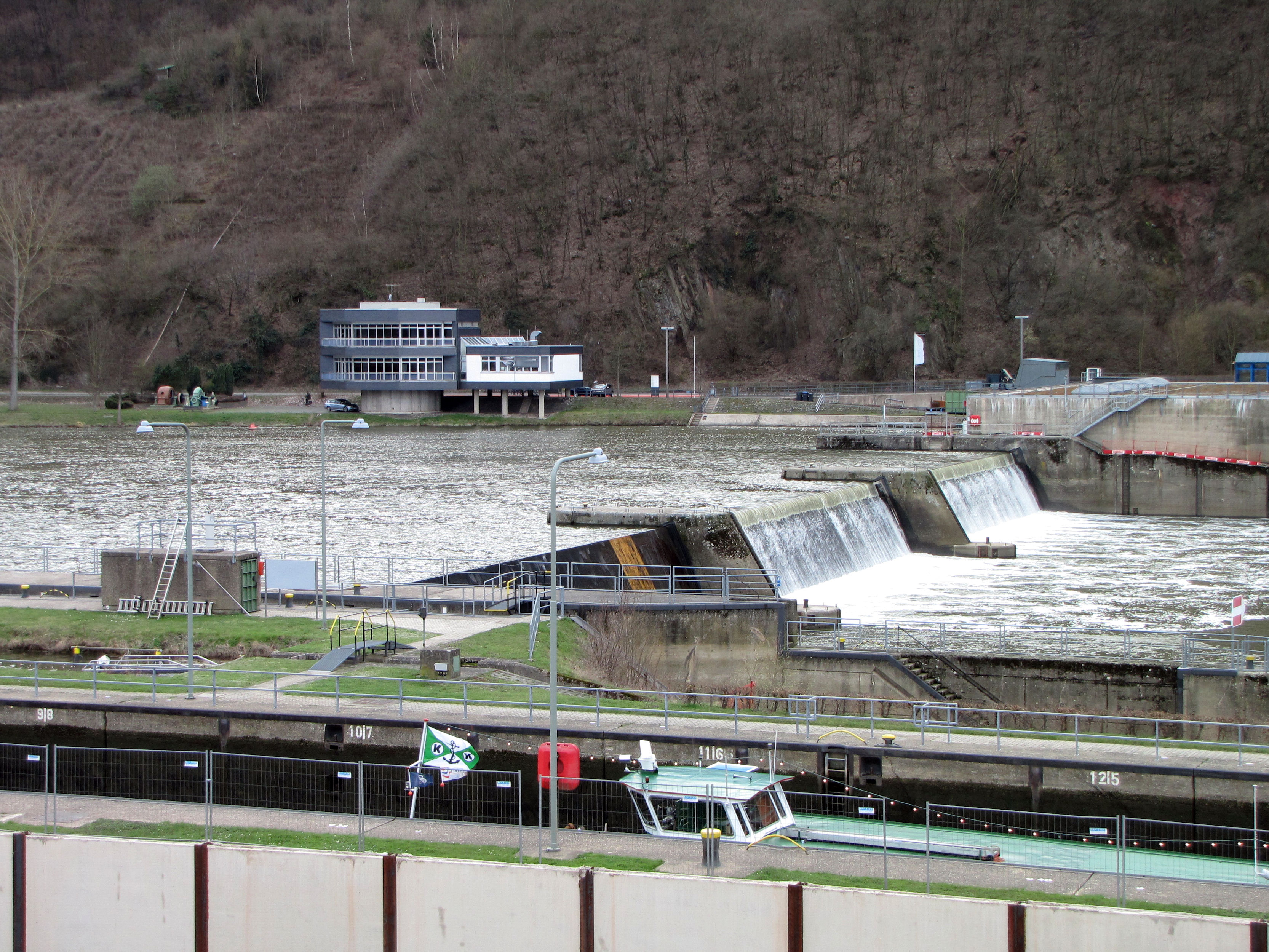
Hinter dem Stauwehr die Zentralwarte